# Slag om Khe Sanh
De Slag om Khe Sanh was een 77 dagen durend beleg, uitgevochten rondom de Mariniersbasis Khe Sanh, nabij de gedemilitariseerde zone tussen Noord- en Zuid-Vietnam. Het was een onderdeel van het Tet-offensief, en was een van de eerste conventionele veldslagen tussen de Vietcong en de Amerikaanse strijdkrachten. 
Hoewel de slag een Amerikaanse overwinning was, besloot men niet lang na de slag om de marinebasis alsnog te verlaten, waardoor de Vietminh de basis en het omliggend gebied kon bezetten.  
De slag kende de grootste en zwaarste tactische bombardementen in een enkel gebied in de geschiedenis van de oorlogsvoering.
Na de slag, zou de Vietminh het nooit meer tegen de Amerikanen opnemen in een conventionele veldslag.

## Achtergrond

### Noord-Vietnamese strategie
Na de start van het Tet-offensief werden doelen in heel Zuid-Vietnam aangevallen door de Vietcong. De belangrijkste doelen waren de zuidelijk gelegen steden, met name Saigon. Om dit te laten slagen, was het van het allergrootste belang dat tegelijkertijd de Amerikaanse legerbases werden aangevallen. Gebeurde dit niet, dan zouden de Amerikaanse troepen in staat zijn om effectieve tegenaanvallen in te zetten. Met name de helikoptereenheden vormden een groot gevaar, omdat men door de hoge snelheid onvoldoende tijd zou hebben om voldoende luchtafweergeschut in positie te brengen. 
Het was echter niet alleen de Vietcong die tot de aanval zou overgaan: generaal Giap was ook van plan om de Vietminh de gedemilitariseerde zone over te laten steken. Tot dan toe had zwaar vuur van de verdedigende eenheden steeds tot grote verliezen geleid, maar als alle bases tegelijkertijd door de Vietcong aangevallen zou worden, zouden de Amerikaanse en Zuid-Vietnamese troepen niet in staat zijn tot de tegenaanval over te gaan.

### Politieke problemen
Ondertussen verliep de situatie aan het Amerikaanse thuisfront enigszins rommelig: enerzijds wilden de militaire adviseurs van president Johnson dat hij meer toestemmingen zou geven. Zo wilde men een niet aflatende strategische bombardementscampagne op het noorden, en toestemming om Cambodja en Laos te mogen betreden. Tegelijkertijd was Johnson echter gebonden in zijn mogelijkheden, daar Noord-Vietnam geallieerd was aan China en de Sovjet-Unie. Een aanval op het noorden, zou een directe Chinese interventie tot gevolg kunnen hebben, en een dergelijke oorlog zou waarschijnlijk het gehele Amerikaanse leger vergen. Daarnaast begon de anti-oorlogsbeweging rond deze tijd steeds meer aanhang begon te krijgen. Wilde Johnson herkozen worden, dan zou hij geen al te verregaande maatregelen met betrekking tot Vietnam mogen nemen. Zo beperkte hij de bombardementscampagne tot doelen die hij persoonlijk aanwees, en maatregelen als het oproepen van de nationale reserve werden vermeden.
In 1968 waarschuwde Generaal William Westmoreland Johnson dat hij een groot offensief verwachtte, in de eerste plaats op Khe Sanh. Ondanks de zorgen van de president en de generale staf, was Westmoreland optimistisch: hij had voldoende mankracht beschikbaar, en als de Vietminh en de Vietcong het tegen hen zou opnemen in een conventionele slag, zou zware vuurkracht een beslissende overwinning kunnen brengen, zo meende hij.

### De McNamara-linie
In 1967 zocht men in de Amerikaanse regering naar andere methodes om de oorlog te voeren. Het grote probleem aan de search and destroy tactiek, was dat het grote hoeveelheden helikopters en mankracht vereiste. De constante vraag naar mankracht, zou op langere termijn economisch, al dan niet moraal, al dan niet politiek, onhaalbaar zijn. Zodoende besloot men een strategie te ontwikkelen die minder mankracht zou vereisen. Een maatregel die McNamara in het bijzonder steunde, was de aanleg van een aaneengesloten front van bases, elektronische waarschuwingssystemen en mijnenvelden, vlak bij de grens in het oosten. In het westen zou de basis Lang Vei de westelijke route afsluiten, terwijl Khe Sanh de noordelijke route af zou sluiten. Het doel van de linie was om de eenheden eerder te waarschuwen voor vijandelijke infiltraties. Tegelijkertijd zou de linie, wilde men aanvallen uitvoeren in Laos en Cambodja, de gehele noordflank van het leger dekken. De gehele linie zou gedekt worden door artillerie, zowel van de artilleriebases Camp Caroll en Rockpile, als van de individuele bases zelf. De linie verkreeg al snel de bijnaam "McNamara's line (McNamara's linie)". 
 

De officieren in het veld waren echter niet blij met het hele plan: de linie lag ten eerste veel te dicht bij de zone. Omdat men de zone niet mocht betreden, was men niet in staat om de aldaar verborgen artilleriebases uit te schakelen. Het tweede probleem was dat de opbouw ervan complete divisies vereiste, waardoor het effect in feite averechts was ten opzichte van de intentie. Veel liever hield men vast aan de al bestaande linie, die verder van de zone vandaan lag, waardoor men meer tijd had om overgestoken Noord-Vietnamese legereenheden te vinden. Uiteindelijk zou het hele plan slechts ten dele tot uitvoer worden gebracht: het noorden en westen zouden door een aantal bases worden gedekt, maar de verdediging van het oosten zou afhankelijk blijven van mobiele eenheden.  

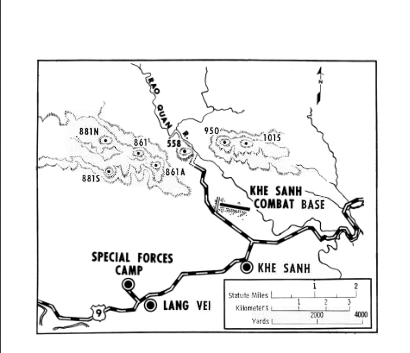
Een kaart van Khe Sanh, januari 1968. Naast de basis zelf en Lang Vei, zijn de heuvels 881S, 861, 558 en 950 tevens door Amerikaanse troepen bezet.

## Verloop

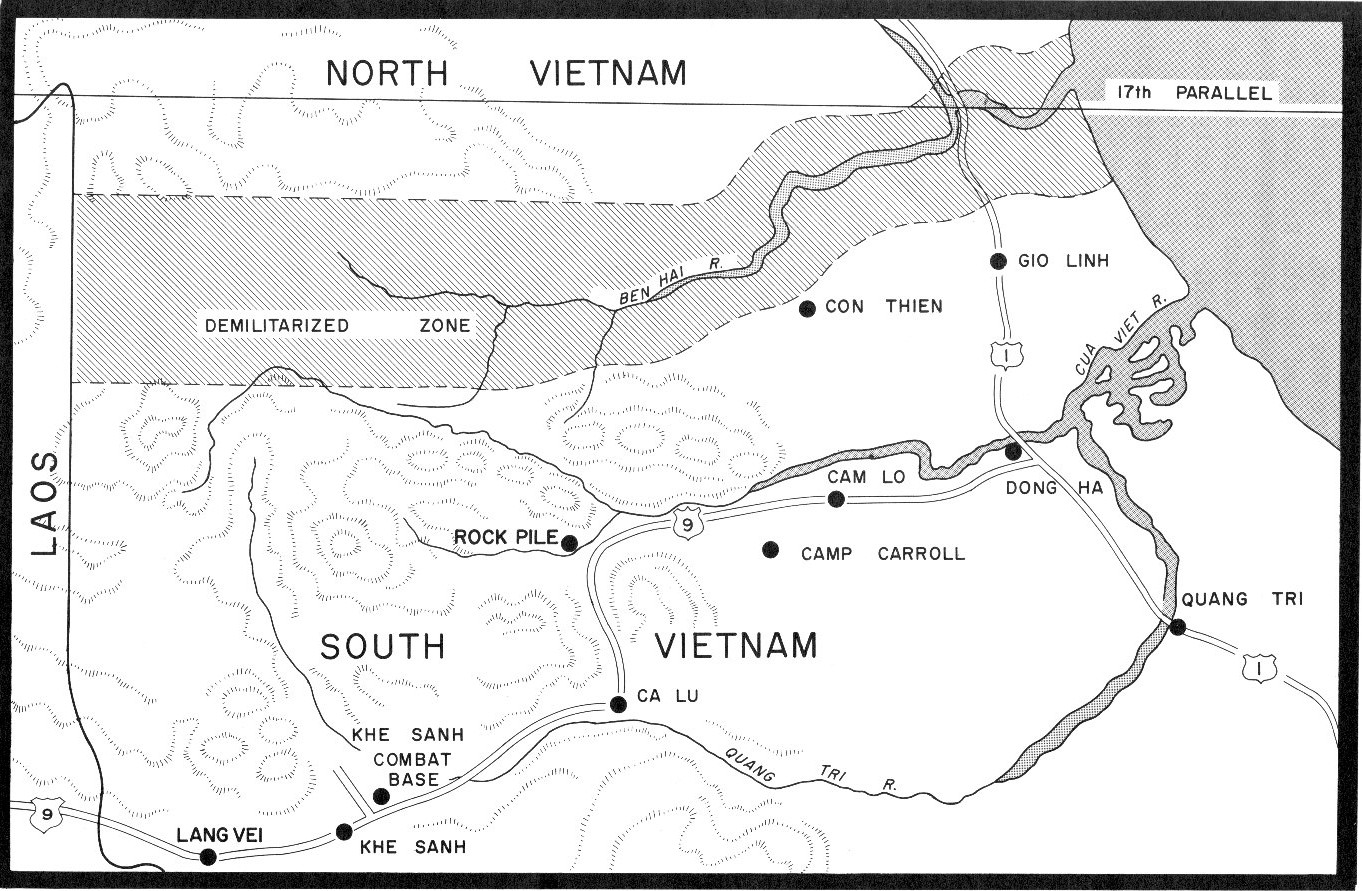
Een kaart van het gebied ten zuiden van de gedemilitariseerde zone. Tot de oorspronkelijke McNamaralinie zouden ook de bases Con Thien en Dio Linh behoren.

### Oversteek van de gedemilitariseerde zone
Op mei 1966, stak de Vietminh- divisie 324B de zone over, waarna er een veldslag uitbrak. De verdedigers, die zwaar in de meerderheid waren en bovendien voorzien waren van zware artillerie- en luchtbases, dreven de Vietminh weer terug in operatie hastings. Omdat men de DMZ echter niet over mocht steken i.v.m. escalatie, was de Vietminh in staat te ontsnappen en keerde later terug met de 304e en 341ste divisies. Men was gedwongen om in operatie prairie de Vietminh opnieuw terug te drijven. Deze operaties vereisten veel mankracht en de verliezen aan beiden zijden begonnen op te lopen. 
Dergelijke aanvallen en kleinere infiltraties zouden gedurende de komende maanden aan de orde van de dag zijn. Hoewel de Vietminh gevoelige nederlagen leed, was men altijd in staat om te ontsnappen. De zwaarste gevechten werden gevoerd om de heuvels ten noorden van Khe Sanh. Daarnaast werden er ook aanvallen uitgevoerd op de strategische artilleriebases Camp Caroll en Rockpile. 

### De strijd om de heuvels
In april 1967 voerde de Vietminh- divisie 325C aanvallen uit op de heuvels 861, 881S en 881N (vernoemd naar hun hoogte in voet). Men begon fortificaties en artilleriebases aan te leggen, ter ondersteuning van een infanterieaanval op de basis. 
Ondertussen werd het aantal Amerikaanse eenheden vergroot tot 3 bataljons en begon men met een reeks aanvallen om de heuvels te veroveren. Op 5 mei waren alle drie deze heuvels in Amerikaanse handen. De Vietminh trok zich terug, gedekt door artillerie die in de zone verborgen was.  
Vervolgens bezette de Vietminh de heuvel 881N, alsmede wat kleinere heuvels aan de rechterflank. Op 20 januari deed men een poging om de heuvels 881S en 861 te heroveren. Hoewel de eenheid gedeeltelijk overrompeld werd, werden de aanvallers ook weer teruggeslagen. 
Naarmate de slag voortduurde, begonnen de eenheden die op de heuvels gestationeerd waren steeds zwaardere verliezen te lijden. Het grootste probleem was dat bevoorrading alleen mogelijk was met helikopters. Door massale inzet van luchtdoelartillerie en mortieren, werd dit een zéér hachelijke zaak. Als oplossing werd een tactiek ontwikkeld die men Super gaggle noemde: men wierp eerst met behulp van 4 A-4 Skyhawks bommen en napalm op het vijandelijk luchtafweergeschut. De volgende 2 Skyhawks wierpen traangasbommen. De volgende twee wierpen rookbommen, om zodoende een corridor te creëren. Ongeveer 30 seconden later zouden de transporthelikopters landen, gedekt door bewapende UH-1 helikopters, terwijl nog eens 4 Skyhawks het luchtafweergeschut aanvielen met bommen, raketten en boordgeschut. De gehele actie duurde amper vijf minuten en vereiste een optimale timing, maar het werkte.
Men kon de heuvels tegelijkertijd ook niet verlaten: als de Vietminh de heuvels in handen zou krijgen, zouden ze in staat zijn om nóg meer artillerie binnen het bereik van de basis te brengen. Hier zou de basis uiteindelijk niet tegen bestand zijn.  

### Route 9
In maart 1967 en daarna, kreeg men het voor elkaar om een aantal konvooien, geëscorteerd door tanks, van het hoofdkwartier Dong Ha naar de mariniersbasis Khe Sanh te sturen. In juli besloot men om naast tanks ook langeafstandsartillerie naar de basis te sturen. Dit plan werd echter tegengehouden door een meervoud van Noord-Vietnamese hinderlagen rondom route 9 (de weg van Dong Ha t/m de grens van Laos). Niet lang daarna, kreeg de Vietminh het voor elkaar om de weg geheel af te sluiten, waarmee de eerste fase werd voltooid.  
Naast de aanval op de heuvels zou men ook aanvallen inzetten vanuit het westen, met als doel om de basis Lang Vei in te nemen, en van daaruit door te stoten naar Khe Sanh. Het 66e regiment, voor het eerst ondersteund door tanks, voerde de aanval uit, en het garnizoen, bestaande uit 1 bataljon en de lokale militie, werd al snel overweldigd. Zowel vanuit het noorden als vanuit het westen zou men artilleriebases aanleggen, zowel ter verdediging tegen tegenaanvallen als middel om druk op de basis uit te kunnen oefenen. De artilleriestukken moesten worden ingegraven ter verdediging tegen luchtaanvallen, en er werden enorme aantallen luchtdoelgeschut ingezet. Alles werd verborgen door aanzienlijke camouflage, en ondersteund door grote aantallen vrachtwagens. 

### Aanval op de basis
De volgende ochtend om 05:30 voerde men een groot artilleriebombardement uit op de basis zelf. Een van de eerste inslagen trof munitiedepot 1, waardoor 10.000 granaten, 90% van de totale voorraad in 1 keer verloren ging. 18 man sneuvelde, 40 raakten gewond. Pas na 48 uur waren de laatste explosies voorbij. Ondertussen werd de Vietminh continu aangevallen door artillerie, jachtbommenwerpers en aanvalsvliegtuigen. 

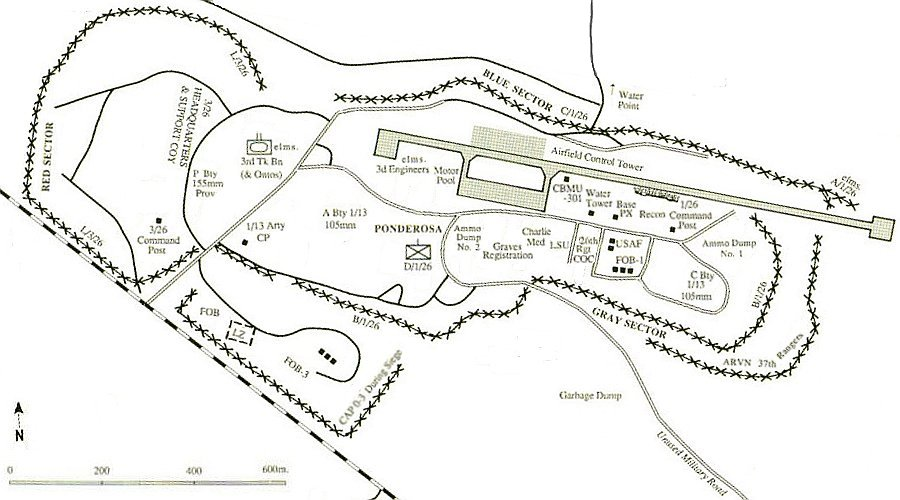
Een kaart van de basis zelf. Er zijn twee munitiedepots, een landingsbaan alsmede meerdere schuilkelders.

Anders dan men vreesde, kwam er nog geen directe infanterieaanval op de basis. In plaats daarvan, viel de Vietminh nu het dorp aan, bemand door 200 mariniers en Zuid-Vietnamese militie. 
Op 24 januari viel het 8e bataljon van het 66e regiment tot tweemaal toe aangevallen, maar door zware lucht- en artilleriesteun werd de Vietminh teruggeslagen. Tegelijkertijd probeerde men de basis te versterken met een Zuid-Vietnamese eenheid, maar die liep in een hinderlaag, en werd geheel vernietigd. Later die dag besloot men het dorp te verlaten, daar men geheel omsingeld dreigde te raken. Hierdoor kreeg de Vietminh echter de gelegenheid om de basis nu ook vanuit het zuiden te omsluiten. Vanaf dit punt kon bevoorrading alleen nog plaatsvinden door de lucht.  
Ondertussen heerste er in Washington verdeeldheid over de vraag of men de basis wel of niet zou moeten behouden. Het laatste waar men op zat te wachten, was een herhaling van Điện Biên Phủ. Generaal Westmoreland wist Lyndon Johnson er echter van te overtuigen de basis te behouden: men was nog steeds in staat de basis vanuit de lucht te bevoorraden. Als de Vietminh het tegen hen zou opnemen in een conventionele veldslag, kon er massale vuurkracht op hen geconcentreerd worden. Hier zou de Vietminh volgens hem geen antwoord op hebben, daar men over het luchtoverwicht beschikte. Johnson stuurde een deel van de vliegtuigen die aan Operatie Rolling Thunder (de strategische bombardementen op Noord-Vietnam)deelnamen naar Khe Sanh.  
Ondertussen was het merendeel van de Noord-Vietnamese artillerie in positie. De lichte houwitsers en mortieren lagen nu ongeveer 3.2 km van de basis vandaan, in de westelijk gelegen heuvels. Hier hadden de voortdurende luchtaanvallen weinig effect op, omdat ze over het algemeen te goed ingegraven en gecamoufleerd waren om serieuze schade op te lopen. De meeste raketartillerie was gepositioneerd op heuvel 881N. De zware artillerie bevond zich op heuvel 305 en nabij Co Roc, in Laos. Vooral de zware artillerie vormde een serieus probleem, omdat deze zich ver buiten het bereik van de Amerikaanse artillerie bevond. Zelfs de 175mm M107 houwitsers van Rockpile en Camp Caroll konden deze vuurbases niet bereiken, simpelweg omdat ze zich te ver weg bevonden.  

### Oorlog vanuit de lucht
Hoewel de basis nog steeds door de lucht bevoorraad kon worden, was men niet langer in staat om verliezen aan te vullen, daar de landingsbaan nu onder mortiervuur kwam te liggen. Dit betekende dat iedere landing amper langer dan een paar minuten kon duren.   
De basis vereiste 160 ton aan goederen per dag, alleen al om in gevecht te kunnen blijven. De grote transportvliegtuigen (C-130) die in het begin werden ingezet vanwege hun enorme laadvermogen, waren niet snel en beweeglijk genoeg om hun lading met een parachute af te kunnen werpen. Kleinere, middelzware transportvliegtuigen(zoals de C-123) wierpen vanaf dit moment hun lading op lage hoogte af met parachutes, in plaats van te landen, en transporthelikopters werden eveneens ingezet. In alle haast werd er naar nieuwe bevoorradingsmethodes gezocht: zonder het laadvermogen van de grootste transportvliegtuigen, was het vrijwel onmogelijk om in gevecht te blijven, alleen al vanwege voedsel- en munitietekorten. Ook de noodzakelijke medische evacuaties vormden een groot deel van de vluchten. In februari 1968 werd overgegaan tot het afleveren van de voorraden in dropzones vlak bij de basis, aangezien slechte weersomstandigheden met veel mist het vliegen op lage hoogte vrijwel onmogelijk maakten.   
Het antwoord in het enorme numerieke overwicht van de Vietminh werd gevonden in bombardementen: aanvalsvliegtuigen en jachtbommenwerpers vielen de Vietminh continu aan. Hoewel er enigszins wat onenigheid bestond tussen de luchtmacht en de marine over wie de aanvallen nu uit zou moeten voeren, werden deze verschillen al snel opzij gezet vanwege de absolute noodzaak aan zware vuurkracht. De situatie was zo uitzichtloos, dat men besloot om de zware B-52 strategische bommenwerpers in te zetten, als onderdeel van Operatie Arc Light. Deze aanvallen werden samengevat onder de noemer Operatie Niagara. 
Hoewel er continu artillerieduels waren, alsmede kleine aanvallen om de sterkte te testen, bleef een daadwerkelijk infanterieoffensief uit. Uiteindelijk zou deze er nooit komen. 

### De loopgraven
Voor de Amerikanen was de slag, ondanks de vele zorgen, tot dusver nog redelijk verlopen: hoewel men op dit moment vrijwel geheel ingesloten was, kon de basis nog steeds door de lucht bevoorraad worden, en de onophoudelijke bombardementen zorgden ervoor dat de Vietminh geen noemenswaardig voordeel kon trekken uit het numerieke overwicht trekken. Toch bleef de situatie kritiek. Er was het risico dat de Vietminh de watervoorziening zou vergiftigen, of vliegtuigen naar de basis zou sturen. Hoewel Noord-Vietnamese straaljagers de grens meerdere malen hadden overgestoken, blijven ze ver buiten bereik van de basis. 
De grootste dreiging kwam echter van een van de oudste tactieken in de geschiedenis van de oorlogsvoering: ondermijning. De Vietminh was begonnen een uitgebreid netwerk aan loopgraven aan te leggen. Men had al een stelsel gegraven op heuvel 471, ten zuiden van de basis, en breidde het netwerk in hoog tempo uit, tot men zich op slechts 23 meter van de basis bevond, langs de gehele zuidoostelijke flank. Dit betekende dat men nu grote infanterie-eenheden tot op zeer korte afstand van de basis kon concentreren, zonder dat de Amerikanen daar heel veel tegen konden doen. Een enkele nachtelijke aanval zou de basis met gemak kunnen overweldigen.
Ondanks onophoudelijke bombardementen door zowel vliegtuigen als artillerie, waren de loopgraven nog steeds intact. De geschiedenis leerde dat gemakkelijk 100 treffers kon kosten om slechts 90 meter loopgraaf te vernietigen. Het antwoord lag uiteindelijk in de B-52. Op 27 februari 1968 begonnen deze, onder nauwe radarbegeleiding, de loopgraven te bombarderen. Hoewel deze bombardementen een verwoestende uitwerking hadden op zowel de loopgraven zelf als op het moreel, bleek in de eerste week van maart dat de loopgraven nóg dichterbij waren gekomen. 
Op  29 februari 1968 voerde het 66e regiment van de 304e Vietminh-divisie een aanval uit op een eenheid van de Zuid-Vietnamese rangers, ten zuiden van de basis. Het bleek echter een afleidingsmanoeuvre, bedoeld om de plotselinge terugtrekking van alle Vietminh-eenheden te maskeren. Het gehele regiment werd platgebombardeerd, en in de eerste week van maart werden alle aanvallen in de nabije toekomst afgelast. Een voor een begonnen de eenheden zich terug te trekken. Het hele proces ging echter gepaard met gigantische verliezen: het weer was eindelijk opgeklaard, en de constante bombardementen hadden het merendeel van de begroeiing verwoest. Later gaf generaal Giap het bevel dat alle eenheden zich terug moesten trekken van de basis. 

### Operatie Pegasus: Khe Sanh wordt ontzet
Operatie scotland, de codenaam voor de verdediging van Khe Sanh, eindigde officieel op 1 april 1968, maar de slag was nog niet geheel voorbij: het omliggende gebied, waaronder route 9, was nog steeds in handen van de Vietminh. Op 25 januari 1968 beval Johnson generaal John J. Tolson een plan te ontwerpen om de basis te ontzetten. Het voornaamste probleem was dat route 9, de enige praktische route naar de basis vanuit het oosten, nu geheel in handen was van de Vietminh. Een offensief hierop vereiste veel mankracht, iets dat men door het Tet-offensief nu meer verspreid moest inzetten. Johnson gaf echter aan dat een ontzetting van Khe Sanh zou kunnen resulteren in een totale ineenstorting van de daar aanwezige Vietminh-eenheden, die dan vervolgens tot over de grens met Laos achtervolgd konden worden. 
Het plan bestond eruit dat de 1st air cavalry division, de meest mobiele eenheid die men ter beschikking had, vuurbases op zou zetten op strategische locaties langs route 9. Tegelijkertijd zouden een aantal infanterie- en tankeenheden de weg vanuit het oosten stukje bij beetje heroveren. Een aantal marinierseenheden zou Ca Lu bezetten, om zo de westflank van het leger te dekken. Doordat de ergste fase voor Khe Sanh nu voorbij was, was er nu weer zware vuurkracht beschikbaar voor ander doeleinden dan het beschermen van de basis zelf. Op 5 april had de 1st air cavalry division alle vuurbases voltooid. De mariniers in Khe Sanh braken nu uit naar heuvel 471. De operatie was een groot succes, en op 8 april was de slag om Khe Sanh formeel aan haar eind gekomen. 

## Na de slag
De slag was geëindigd met een enorme overwinning voor de Amerikanen: Khe Sanh was behouden en de Vietminh had gigantische verliezen geleden. De Vietminh zou in de nabije toekomst niet meer in staat zijn offensieve operaties uit te voeren. 
Westmoreland hoopte dat hij nu toestemming zou krijgen om Laos te mogen betreden. Het bleek echter een politieke nederlaag: door het Tet-offensief was het Amerikaanse publiek ervan overtuigd geraakt dat men zich vroeg of laat terug zou moeten trekken, de publieke opinie was vrijwel geheel tegen de oorlog gekeerd. Onder deze druk, besloot Johnson alle oorlogsinspanningen langzaam maar zeker te verminderen. Zo gaf hij geen toestemming voor offensieve operaties over de grenzen van Zuid-Vietnam en moest de basis van Khe Sanh worden afgebroken. Ter compensatie verplaatste men meer zware gevechtseenheden naar het noorden, om zo te voorkomen dat de verwijdering van de basis een onbeschermde flank op zou leveren.